# Жерар Солер
Жера́р Соле́р (фр. Gérard Soler, нар. 29 березня 1954, Уджда) — колишній французький футболіст, нападник, атакувальний півзахисник.
Грав у багатьох французьких клубах. Виступав за національну збірну Франції. Учасник фінального турніру чемпіонату світу з футболу 1982.

## Клубна кар'єра
За 15 сезонів проведених у першому дивізіоні — Д 1 виступав за такі клуби: «Сошо», «Монако», «Бордо», «Тулуза», «Страсбур», «Бастія» «Лілль» та «Ренн». Всього за цей період він зіграв 428 ігор та забив 129 голів. Проте чемпіоном Франції чи володарем Кубку не став. Найкращий результат в чемпіонаті — 3-і місця в складі «Сошо» в сезоні 1975—76 та в «Бордо» в 1980—81.

## Єврокубки
Провів всього 4 сезони у клубних турнірах УЄФА, зігравши 10 ігор та відзначившись одним м'ячем. Найкращий результат на євроарені — 1/16 фіналу у сезоні 1978–79 у Кубку чемпіонів та в Кубку УЄФА 1981–82.
Дебют у єврокубках відбувся 13 вересня 1972 року в Сошо на стадіоні «Огюста Боналі» у першій грі 1/32 фіналу Кубка УЄФА проти «Фрем» — 1:3. На 60-ій хвилині він вийшов на заміну.
В сезоні 1978-79 у Кубку чемпіонів «Монако» в першому турі програло майбутньому фіналісту — шведському «Мальме».
Останні матчі в клубній Європі були зіграні в складі «Бордо» восени 1981. Знову, як і три роки перед тим, Жерар з товаришами поступився майбутньому фіналісту — німецькому «Гамбургу». Єдиний м'яч у єврокубках він забив у ворота німців, принісши перемогу у домашньому матчі.

### Статистика виступів у єврокубках по сезонах
| Сезон             | Клуб              | Турнір          | Досягнення   | Матчі | Перемоги | Нічиї | Поразки | Голи |
| ----------------- | ----------------- | --------------- | ------------ | ----- | -------- | ----- | ------- | ---- |
| 1972-73           | «Сошо»            | Кубок УЄФА      | 1/32 фіналу  | 1     | 0        | 0     | 1       | 0    |
| 1976-77           | «Сошо»            | Кубок УЄФА      | 1/32 фіналу  | 2     | 0        | 1     | 1       | 0    |
| 1978-79           | «Монако»          | Кубок чемпіонів | 1/16 фіналу  | 3*    | 1        | 1     | 1       | 0    |
| 1981-82           | «Бордо»           | Кубок УЄФА      | 1/16 фіналу  | 4     | 3        | 0     | 1       | 1    |
| Усього за кар'єру | Усього за кар'єру | 4 євросезони    | 4 євросезони | 10    | 4        | 2     | 4       | 3    |

-  — «Монако» 2 гри провів у попередньому рауні.

### Статистика по турнірах
| Турнір          | Сезони | Матчі | Перемоги | Нічиї | Поразки | Голи |
| --------------- | ------ | ----- | -------- | ----- | ------- | ---- |
| Кубок чемпіонів | 1      | 3     | 1        | 1     | 1       | 0    |
| Кубок кубків    | —      | —     | —        | —     | —       | —    |
| Кубок УЄФА      | 3      | 7     | 3        | 1     | 3       | 1    |

### Єврокубкова статистика: сезони, турніри, матчі, голи
(2) — перший матч

## Виступи за збірну
За 9 років у збірній (з 1974 по 1983) провів 16 ігор і забив 4 м'ячі. Учасник чемпіонату світу в Іспанії в 1982 році, де французи стали четвертими.
Дебют у збірній — відбіркова гра чемпіонату Європи 1976 року зі збірною НДР на Парк де Пренс 16 листопада 1974 року. А перший гол за збірну забив у другому матчі у складі «синіх». Це була товариська гра зі збірною Чехословаччини у Парижі 27 березня 1976 року — 2:2. Останній матч був зіграний 31 травня 1983 року зі збірною Бельгії — 1:1.
У кваліфікаційному матчі до іспанського чемпіонату світу відзначився дублем у домашній грі з бельгійцями — 3:2. На єдиному своєму мундіалі зіграв у 6 поєдинках, забивши гол, як виявилося, останній у грі за «триколірних». Це сталося 16 червня на стадіоні «Сан-Мамес» в Більбао у першому груповому матчі зі збірною Англії — 1:3.

### Статистика матчів за збірну
| Турнір           | Матчі | Перемоги | Нічиї | Поразки | Голи |
| ---------------- | ----- | -------- | ----- | ------- | ---- |
| Товариські матчі | 8     | 4        | 2     | 2       | 1    |
| Чемпіонат Європи | —     | —        | —     | —       | —    |
| Кваліфікація ЧЄ  | 1     | 0        | 1     | 0       | 0    |
| Чемпіонат світу  | 6     | 3        | 1     | 2       | 1    |
| Кваліфікація ЧС  | 1     | 1        | 0     | 0       | 2    |
| ВСЬОГО           | 16    | 8        | 4     | 4       | 4    |

### На чемпіонатах світу
У складі збірної був учасником:
- чемпіонату світу 1982 року в Іспанії, на якому французи були 4-ми;

| Рік  | Турнір          | Місце | Матчі | Перемоги | Нічиї | Поразки | Голи |
| ---- | --------------- | ----- | ----- | -------- | ----- | ------- | ---- |
| 1982 | Чемпіонат світу | 4     | 6     | 3        | 1     | 2       | 1    |